# Ingram Marshall
Pour les articles homonymes, voir Marshall.
Ingram Marshall, né le 10 mai 1942 à Mount Vernon dans l'État de New York et mort le 31 mai 2022, est un compositeur américain de musique contemporaine, se situant plus précisément dans le courant de la musique minimaliste. 
Sa musique combine des sons enregistrés sur bandes magnétiques et/ou des interventions électroniques avec des orchestres ou des ensembles plus réduits.

## Biographie
Étudiant au Columbia Princeton Electronic Music Center au milieu des années 1960, Ingram Marshall étudia et travailla notamment avec Vladimir Ussachevsky. Après avoir quitté l'université Columbia, il décida de se concentrer sur la composition et travailla brièvement avec le New York University Composers Workshop au Greenwich Village, où il collabora alors avec Morton Subotnick et Ivan Tcherepnin. La collaboration avec Subotnick continua au début des années 1970, en effet Ingram Marshall fut son assistant au California Institute of the Arts.
Il a obtenu un Master of Fine Arts en 1971 et devient professeur à la CAL Arts. Il commence alors à étudier la musique indonésienne et s'initie notamment à la pratique des gamelans de Java et Bali grâce au enseignement du maître originaire de Yogyakarta : KRT Wasitodipura,. Durant l'été 1971, il se rend en Indonésie pour un voyage d'études en compagnie de Charlemagne Palestine. 
Il a enseigné à l'École de musique de Yale et à la Hartt School, et a également occupé des postes d'enseignant invité au San Francisco Conservatory of Music et au Brooklyn College.

## Discographie
- The Fragility Cycles (Ibu, 1979).
- Fog Tropes / Gradual Requiem / Gambuh I (1984 - réédition CD : New Albion, 1990).
- Alcatraz (New Albion, 1991).
- Three Penitential Visions (1986) / Hidden Voices (1989) (Elektra/Nonesuch, 1993).
- In my beginning is my end (piano quartet) (New albion, 1995).
- Evensongs (New Albion, 1997).
- Ikon and Other Early Works (New World Records, 2000).
- Dark Waters (New Albion, 2001).
- Kingdom Come / Hymnodic Delays / Fog Tropes II (Warner, 2001).
- Savage Altars (New Albion, 2006).